# Linda Martini
Linda Martini est un groupe de rock alternatif portugais, originaire de Lisbonne. Tous les membres sont issus de la scène punk hardcore de Lisbonne.

## Biographie
Linda Martini est formé en 2003 comme groupe de rock. De sa formation actuelle restent quatre de ses cinq membres fondateurs - André Henriques, Cláudia Guerreiro, Hélio Morais, et Pedro Geraldes. Depuis la sortie de son premier EP en janvier 2006, le groupe est bien accueilli tant par le public que par la presse musicale et les labels. Le groupe reçoit notamment le prix de l'album de l'année par les lecteurs de la revue portugaise Blitz.
En 2006, le single Amor Combate devient single de l'année pour Henrique Amaro, animateur d'Antena 3 et, la même année, leur premier album Olhos de mongol est récompensé dans la catégorie album de l'année par le magazine Blitz. En 2008, le groupe sort un EP vinyle, celui même qui est considéré comme le « second album de l'année » par les lecteurs du magazine Blitz. En 2009 sort la réédition du premier album, Olhos de mongol, en accompagné de leur premier EP, Linda Martini, tous deux disparu depuis longtemps. C'est aussi l'année durant laquelle le groupe est invité à enregistrer un album enregistré live chez Optimus Discos. 
En 2010, leur deuxième album studio, Casa ocupada, est publié, élevant le groupe à une niveau supérieur, et se faisant remarquer par des personnalités locales comme Pedro Ramos (Radar), Henrique Amaro (Antena 3) et Zé Pedro (Xutos & Pontapés). En 2013, le groupe fête ses dix ans de carrière en publiant son troisième Turbo lento chez Universal Music Portugal. Lors des concerts, le groupe remplit la salle 1 du Hard Club à Porto, et la MEO Arena à Lisbonne. L'album atteint directement la deuxième place de l'Associação Fonográfica Portuguesa (AFP) et la première place sur iTunes et Spotify au Portugal.
Le 31 mai 2014, ils participent à un hommage à António Variações au Rock in Rio Lisboa, avec d'autres noms de la musique portugaise comme Deolinda et Gisela João.
Au début de 2015, le groupe annonce sur sa page Facebook la réédition de l'album Casa Ocupada sur CD et vinyle ainsi qu'une série de spectacles à Vila Real, Guarda, Aveiro et Lisbonne au cours du mois de mars. En avril 2016, ils sortent leur quatrième album, Sirumba, presque deux ans après leur dernier album, et treize ans après leur formation. La sortie de Sirumba est suivie d'un concert au Colisée de Lisbonne le 2 avril la même année. Sirumba est classé sixième meilleur album sur Blitz. À la fin 2017, le groupe annonce un nouvel album pour commencer 2018 au label Sony Music Entertainment.

## Membres

### Membres actuels
- André Henriques – voix, guitare
- Pedro Geraldes – guitare
- Cláudia Guerreiro – basse, harmonica
- Hélio Morais – batterie

### Ancien membre
- Sérgio Lemos – guitare

## Discographie

### Albums studio
- 2006 : Olhos de Mongol
- 2010 : Casa Ocupada
- 2013 : Turbo Lento
- 2016 : Sirumba

### EP
- 2005 : Linda Martini
- 2008 : Marsupial
- 2009 : Intervalo